# Корж, Виталий Андреевич
Виталий Андреевич Корж (укр. Віталій Андрійович Корж; род. 5 октября 1987, Сумы) — украинский легкоатлет, специалист по бегу на короткие дистанции. Выступал на профессиональном уровне в 2005—2013 годах, победитель Всемирной Универсиады, многократный чемпион Украины в спринтерских дисциплинах, участник ряда крупных международных стартов. Мастер спорта Украины международного класса.

## Биография
Виталий Корж родился 5 октября 1987 года в городе Сумы Украинской ССР. Начал заниматься лёгкой атлетикой в 1998 году. Окончил Сумской государственный педагогический университет имени А. С. Макаренко (2009), затем учился в Сумском государственном университете.
Впервые заявил о себе в сезоне 2005 года, когда в беге на 200 метров стал восьмым на зимнем чемпионате Украины в Сумах.
В 2006 году выиграл бронзовые медали на Кубке Украины в Ялте и на чемпионате Украины среди юниоров в Киеве, стал вторым в юниорской матчевой встрече со сборными Белоруссии и России в Могилёве.
В 2010 году выиграл зимнее первенство страны в Сумах в дисциплине 200 метров. Бежал эстафету 4 × 100 метров на командном чемпионате Европы в Бергене, став со своими партнёрами пятым.
В 2013 году выиграл чемпионат Украины в Донецке в дисциплине 100 метров. Будучи студентом, представлял страну на Всемирной Универсиаде в Казани — в индивидуальном беге на 100 метров дошёл до стадии четвертьфиналов, тогда как в эстафете 4 × 100 метров вместе с соотечественниками завоевал золото. За это выдающееся достижение был награждён орденом «За заслуги» III степени. Позднее стартовал в эстафете на чемпионате мира в Москве, здесь не смог преодолеть предварительный квалификационный этап.
В 2014 году стал серебряным призёром на Мемориале братьев Знаменских в Жуковском, выступил на впервые проводившемся чемпионате мира по легкоатлетическим эстафетам в Нассау, где их команда повторила рекорд Украины в эстафете 4 × 100 метров — 38,53. Принимал участие в чемпионате Европы в Цюрихе — в программе 100 метров остановился в полуфинале, в эстафете 4 × 100 метров не прошёл дальше предварительного квалификационного забега.
В 2015 году среди прочего бежал эстафету 4 × 100 метров на чемпионате мира в Пекине.
На чемпионате Европы 2016 года в Амстердаме стартовал сразу в трёх дисциплинах: в беге на 100 и 200 метров остановился на предварительном квалификационном этапе, в эстафете 4 × 100 метров занял итоговое восьмое место.
Завершил спортивную карьеру по окончании сезона 2017 года.
За выдающиеся спортивные достижения удостоен почётного звания «Мастер спорта Украины международного класса».